# Самки (река)
Самки (в верховье Правые Самки) — река на полуострове Камчатка — река в Быстринском районе Камчатского края России. Является правым притоком реки Ича.
Длина реки 34 км.
Берёт исток с юго-восточных склонов горы Отрог (1918 м.), на всём протяжении протекает в узкой межгорной впадине в меридиональном направлении. Скорость течения 2 км/час.
Впадает в реку Ича справа на расстоянии 167 км от её устья.
Вероятное происхождение названия от эвенск. хамни — «дымокур», то есть река, где окуривают дымом.
По данным государственного водного реестра России относится к Анадыро-Колымскому бассейновому округу.
Код водного объекта — 19080000212120000030218.
Притоки:
- левые: Левые Самки;
- правые: Ледяная.